# Senecio rzedowskii
Senecio rzedowskii là một loài thực vật có hoa trong họ Cúc. Loài này được García-Pérez miêu tả khoa học đầu tiên năm 1985.